# Apollon Limassol Football Club
Pour le club de football féminin, voir Apollon Limassol Ladies Football Club.
Maillots
Actualités
Le Apollon Limassol Football Club (en grec moderne : Απόλλων Λεμεσού Φοοτβαλλ Κλυβ), plus couramment abrégé en Apollon Limassol, est un club chypriote de football fondé en 1954 et basé dans la ville de Limassol.

## Historique
- 1954 : fondation du club
- 1966 : 1re participation à une Coupe d'Europe (C2, saison 1966/1967)
- 1999 : Le club atteint les 8e de finale de la Coupe des coupes (saison 1998/1999)

## Bilan sportif

### Palmarès
| Compétitions nationales |
| --- |
| \| - Championnat de Chypre (4) : - Champion : 1990-1991, 1993-1994, 2005-2006 et 2021-2022. - Vice-champion : 1983-1984, 1988-1989, 1992-1993, 1996-1997, 2017-2018 et 2020-2021. - Coupe de Chypre (9) : - Vainqueur : 1965-1966, 1966-1967, 1985-1986, 1990-91, 2000-01, 2009-10, 2012-13, 2015-16 et 2016-17. - Finaliste : 1964-1965, 1981-1982, 1986-1987, 1992-1993, 1994-1995, 1997-1998, 2010-2011 et 2017-2018. - Supercoupe de Chypre (4) : - Vainqueur : 2006, 2016, 2017 et 2022. - Finaliste : 1966, 1967, 1982, 1986, 1991, 1992, 1994, 1998, 2001, 2010 et 2013. - Championnat de Chypre de deuxième division (1) : - Champion : 1956-1957. \| |
| - Championnat de Chypre (4) : - Champion : 1990-1991, 1993-1994, 2005-2006 et 2021-2022. - Vice-champion : 1983-1984, 1988-1989, 1992-1993, 1996-1997, 2017-2018 et 2020-2021. - Coupe de Chypre (9) : - Vainqueur : 1965-1966, 1966-1967, 1985-1986, 1990-91, 2000-01, 2009-10, 2012-13, 2015-16 et 2016-17. - Finaliste : 1964-1965, 1981-1982, 1986-1987, 1992-1993, 1994-1995, 1997-1998, 2010-2011 et 2017-2018. - Supercoupe de Chypre (4) : - Vainqueur : 2006, 2016, 2017 et 2022. - Finaliste : 1966, 1967, 1982, 1986, 1991, 1992, 1994, 1998, 2001, 2010 et 2013. - Championnat de Chypre de deuxième division (1) : - Champion : 1956-1957.       |

### Bilan européen

#### Bilan
| Compétition              | P  | M   | V  | N  | D  | BP  | BC  | Diff. |
| ------------------------ | -- | --- | -- | -- | -- | --- | --- | ----- |
| Ligue des champions (C1) | 3  | 8   | 2  | 1  | 5  | 7   | 13  | -6    |
| Coupe des coupes (C2)    | 6  | 16  | 3  | 2  | 11 | 16  | 50  | -34   |
| Ligue Europa (C3)        | 16 | 85  | 32 | 17 | 36 | 127 | 136 | -9    |
| Ligue Conférence (C4)    | 2  | 8   | 3  | 1  | 4  | 8   | 12  | -5    |
| Coupe Intertoto          | 1  | 4   | 1  | 0  | 3  | 4   | 13  | -9    |
| Total                    | 28 | 121 | 41 | 21 | 59 | 162 | 224 | -62   |

#### Résultats
Légende
- Victoire ou qualification pour le tour suivant
- Match nul
- Défaite ou élimination de la compétition

Note : dans les résultats ci-dessous, le score du club est toujours donné en premier.
| Saison    | Compétition               | Tour                | Club                     | Domicile | Extérieur | Total             |
| --------- | ------------------------- | ------------------- | ------------------------ | -------- | --------- | ----------------- |
| 1966-1967 | Coupe des coupes          | Seizièmes de finale | Standard de Liège        | 0 - 1    | 1 - 5     | 1 - 6             |
| 1967-1968 | Coupe des coupes          | Seizièmes de finale | Győri ETO                | 0 - 4    | 0 - 5     | 0 - 9             |
| 1982-1983 | Coupe des coupes          | Seizièmes de finale | FC Barcelone             | 1 - 1    | 0 - 8     | 1 - 9             |
| 1984-1985 | Coupe UEFA                | Premier tour        | Bohemians 1905           | 2 - 2    | 1 - 6     | 3 - 8             |
| 1986-1987 | Coupe des coupes          | Seizièmes de finale | Malmö FF                 | 2 - 1    | 0 - 6     | 2 - 7             |
| 1989-1990 | Coupe UEFA                | Premier tour        | Real Saragosse           | 0 - 3    | 1 - 1     | 1 - 4             |
| 1991-1992 | Coupe des clubs champions | Seizièmes de finale | Universitatea Craiova    | 3 - 0    | 0 - 2     | 3 - 2             |
| 1991-1992 | Coupe des clubs champions | Huitièmes de finale | Étoile rouge de Belgrade | 0 - 2    | 1 - 3     | 1 - 5             |
| 1992-1993 | Coupe des coupes          | Seizièmes de finale | Liverpool FC             | 1 - 2    | 1 - 6     | 2 - 8             |
| 1993-1994 | Coupe UEFA                | Premier tour        | Váci FC                  | 4 - 0    | 0 - 2     | 2 - 2             |
| 1993-1994 | Coupe UEFA                | Seizièmes de finale | Inter Milan              | 3 - 3    | 0 - 1     | 3 - 4             |
| 1994-1995 | Coupe UEFA                | Tour préliminaire   | Teuta Durrës             | 4 - 2    | 4 - 1     | 8 - 3             |
| 1994-1995 | Coupe UEFA                | Premier tour        | FC Sion                  | 1 - 3    | 3 - 2 ap  | 4 - 5             |
| 1996      | Coupe Intertoto           | Groupe 2            | Werder Brême             | 0 - 2    | N/A       | Quatrième         |
| 1996      | Coupe Intertoto           | Groupe 2            | Djurgårdens IF           | N/A      | 0 - 8     | Quatrième         |
| 1996      | Coupe Intertoto           | Groupe 2            | B68 Toftir               | 4 - 1    | N/A       | Quatrième         |
| 1996      | Coupe Intertoto           | Groupe 2            | LASK                     | N/A      | 0 - 2     | Quatrième         |
| 1997-1998 | Coupe UEFA                | Premier tour Q      | MyPa                     | 3 - 0    | 1 - 1     | 4 - 1             |
| 1997-1998 | Coupe UEFA                | Deuxième tour Q     | Royal Excelsior Mouscron | 0 - 0    | 0 - 3     | 0 - 3             |
| 1998-1999 | Coupe des coupes          | Tour préliminaire   | Ekranas Panevėžys        | 3 - 3    | 2 - 1     | 5 - 4             |
| 1998-1999 | Coupe des coupes          | Seizièmes de finale | Baumit Jablonec          | 2 - 1    | 1 - 2 ap  | 3 - 3 (4 - 3 tab) |
| 1998-1999 | Coupe des coupes          | Huitièmes de finale | Paniónios GSS            | 0 - 1    | 2 - 3     | 2 - 4             |
| 2001-2002 | Coupe UEFA                | Tour préliminaire   | KF Tirana                | 3 - 1    | 2 - 3     | 5 - 4             |
| 2001-2002 | Coupe UEFA                | Premier tour        | Ajax Amsterdam           | 0 - 3    | 0 - 2     | 0 - 5             |
| 2006-2007 | Ligue des champions       | Premier tour Q      | Cork City                | 1 - 1    | 0 - 1     | 1 - 2             |
| 2010-2011 | Ligue Europa              | Troisième tour Q    | Sibir Novossibirsk       | 2 - 1    | 0 - 1     | 2 - 2E            |
| 2013-2014 | Ligue Europa              | Barrages Q          | OGC Nice                 | 2 - 0    | 0 - 1     | 2 - 1             |
| 2013-2014 | Ligue Europa              | Groupe J            | Trabzonspor              | 1 - 2    | 2 - 4     | Troisième         |
| 2013-2014 | Ligue Europa              | Groupe J            | Legia Varsovie           | 0 - 2    | 1 - 0     | Troisième         |
| 2013-2014 | Ligue Europa              | Groupe J            | Lazio Rome               | 0 - 0    | 1 - 2     | Troisième         |
| 2014-2015 | Ligue Europa              | Barrages Q          | Lokomotiv Moscou         | 2 - 0    | 0 - 1     | 2 - 1             |
| 2014-2015 | Ligue Europa              | Groupe A            | FC Zurich                | 3 - 2    | 1 - 3     | Quatrième         |
| 2014-2015 | Ligue Europa              | Groupe A            | Villarreal CF            | 0 - 2    | 0 - 4     | Quatrième         |
| 2014-2015 | Ligue Europa              | Groupe A            | Borussia Mönchengladbach | 0 - 2    | 0 - 5     | Quatrième         |
| 2015-2016 | Ligue Europa              | Premier tour Q      | Saxan Gagauz Yeri        | 2 - 0    | 2 - 0     | 4 - 0             |
| 2015-2016 | Ligue Europa              | Deuxième tour Q     | FK Trakai                | 4 - 0    | 0 - 0     | 4 - 0             |
| 2015-2016 | Ligue Europa              | Troisième tour Q    | Qabala FK                | 1 - 1    | 0 - 1     | 1 - 2             |
| 2016-2017 | Ligue Europa              | Troisième tour Q    | Grasshoppers Zurich      | 3 - 3 ap | 1 - 2     | 4 - 5             |
| 2017-2018 | Ligue Europa              | Deuxième tour Q     | Zaria Bălți              | 3 - 0    | 2 - 1     | 5 - 1             |
| 2017-2018 | Ligue Europa              | Troisième tour Q    | Aberdeen FC              | 2 - 0    | 1 - 2     | 3 - 2             |
| 2017-2018 | Ligue Europa              | Barrages Q          | FC Midtjylland           | 3 - 2    | 1 - 1     | 4 - 3             |
| 2017-2018 | Ligue Europa              | Groupe E            | Olympique lyonnais       | 1 - 1    | 0 - 4     | Quatrième         |
| 2017-2018 | Ligue Europa              | Groupe E            | Everton FC               | 0 - 3    | 2 - 2     | Quatrième         |
| 2017-2018 | Ligue Europa              | Groupe E            | Atalanta Bergame         | 1 - 1    | 1 - 3     | Quatrième         |
| 2018-2019 | Ligue Europa              | Premier tour Q      | Stumbras Kaunas          | 3 - 0    | 2 - 1     | 5 - 1             |
| 2018-2019 | Ligue Europa              | Deuxième tour Q     | Željezničar Sarajevo     | 3 - 0    | 2 - 1     | 5 - 1             |
| 2018-2019 | Ligue Europa              | Troisième tour Q    | Dinamo Brest             | 4 - 0    | 0 - 1     | 4 - 1             |
| 2018-2019 | Ligue Europa              | Barrages Q          | FC Bâle                  | 1 - 0    | 2 - 3     | 3E - 3            |
| 2018-2019 | Ligue Europa              | Groupe H            | Lazio Rome               | 1 - 0    | 1 - 2     | Troisième         |
| 2018-2019 | Ligue Europa              | Groupe H            | Olympique de Marseille   | 2 - 2    | 3 - 1     | Troisième         |
| 2018-2019 | Ligue Europa              | Groupe H            | Eintracht Francfort      | 2 - 3    | 0 - 2     | Troisième         |
| 2019-2020 | Ligue Europa              | Premier tour Q      | Kauno Žalgiris           | 2 - 0    | 4 - 0     | 6 - 0             |
| 2019-2020 | Ligue Europa              | Deuxième tour Q     | Shamrock Rovers          | 3 - 1 ap | 1 - 2     | 4 - 3             |
| 2019-2020 | Ligue Europa              | Troisième tour Q    | Austria Vienne           | 3 - 1    | 2 - 1     | 5 - 2             |
| 2019-2020 | Ligue Europa              | Barrages Q          | PSV Eindhoven            | 0 - 4    | 0 - 3     | 0 - 7             |
| 2020-2021 | Ligue Europa              | Premier tour Q      | Saburtalo Tbilissi       | 5 - 1    | N/A       | 5 - 1             |
| 2020-2021 | Ligue Europa              | Deuxième tour Q     | OFI Crète                | N/A      | 1 - 0     | 1 - 0             |
| 2020-2021 | Ligue Europa              | Troisième tour Q    | Lech Poznań              | 0 - 5    | N/A       | 0 - 5             |
| 2021-2022 | Ligue Europa Conférence   | Deuxième tour Q     | MŠK Žilina               | 1 - 3    | 2 - 2     | 3 - 5             |
| 2022-2023 | Ligue des champions       | Troisième tour Q    | Maccabi Haïfa            | 2 - 0    | 0 - 4     | 2 - 4             |
| 2022-2023 | Ligue Europa              | Barrages Q          | Olympiakos               | 1 - 1    | 1 - 1 ap  | 2 - 2 (1 - 3 tab) |
| 2022-2023 | Ligue Europa Conférence   | Groupe E            | AZ Alkmaar               | 1 - 0    | 2 - 3     | Troisième         |
| 2022-2023 | Ligue Europa Conférence   | Groupe E            | FC Vaduz                 | 1 - 0    | 0 - 0     | Troisième         |
| 2022-2023 | Ligue Europa Conférence   | Groupe E            | SK Dnipro-1              | 1 - 3    | 0 - 1     | Troisième         |

## Personnalités du club

### Présidents
- Nicos Kirzis

### Entraîneurs
| - Egon Piechaczek (1986 - 1987) - Jerzy Engel (juillet 1988 - juin 1990) - Diethelm Ferner (juillet 1990 - juin 1995) - Martti Kuusela (juillet 1995 - juin 1996) - Dumitru Dumitriu (juillet 1998 - décembre 1998) - Diethelm Ferner (décembre 1998 - juin 2000) - Toni Savevski (juillet 2000 - juin 2001) - Andreas Mouskallis (juillet 2001 - septembre 2001) - Dusan Mitošević (juillet 2002 - juin 2003) - Ilie Dumitrescu (juillet 2003 - décembre 2003) - Rolf Fringer (février 2004 - juin 2004) |  | - Bernd Stange (janvier 2005 - janvier 2007) - Gerard van der Lem (janvier 2007 - juin 2007) - Yossi Mizrahi (juillet 2007 - avril 2008) - Svetozar Šapuric (juin 2008 - septembre 2008) - Thomas von Heesen (septembre 2008 - janvier 2010) - Slobodan Krčmarević (février 2010 - juillet 2011) - Didier Ollé-Nicolle (juillet 2011 - décembre 2011) - Mihai Stoichiță (décembre 2011 - avril 2015) - Ton Caanen (avril 2015 - juin 2015) - Pedro Emanuel (juin 2015 - juin 2016) - Sofronis Avgousti (juin 2016 - ) |

### Anciens joueurs
- Bogdan Andone

## Effectif professionnel actuel
Le premier tableau liste l'effectif professionnel de l'Apollon Limassol pour la saison 2024-2025.